# Terminal cargo de l'aéroport international d'Incheon (métro de Séoul)
Terminal cargo de l'aéroport international d'Incheon (hangeul : 공항화물청사 ; hanja : 空港貨物廳舍) est une station de passage de la ligne AREX] du métro de Séoul. Elle est située au 2844-2 Unseo-dong, arrondissement Jung-gu, sur le territoire de la ville Incheon, à l'ouest de Séoul, en Corée du Sud. Elle dessert le terminal cargo de l'Aéroport international d'Incheon.

## Situation sur le réseau

Plan du réseau du métro de Séoul (2023)